# فابكو
فابكو (VAPCO) شركة صيدلانية للتصنيع المحدود مقرها في الأردن تم انشاؤها عام 1975م وهي متخصصة في مجال الصناعات الصيدلانية البيطرية والمواد الكيماوية الزراعية. تم اتخاذ أرض في منطقة الظليل لتكون مقرًا لهذه الشركة تبعد عن العاصمة عمان 50 كم باتجاه شمال شرق. تحظى شركة فابكو بمكانة دولية معروفة فهي رائدة في مجالها وهذا ما جعلها لتصل لما يزيد عن 80 دولة بعلاقاتها ومنتجاتها البيطرية والزراعية.

## تاريخ نشأة علاقاتها الصناعية التجارية
أول ما بدأت به الشركة هو خطوط إنتاج أدوية بيطرية وكان بشراكة مع شركة تاد الألمانية وذلك عام 1977م وقد كانت على شكل حقن ومنها: الفيتامينات والمسكنات والمضادات الحيوية وطاردات الديدان ومركبات السلفات.
وفي طريق التطوير بدأت الشركة عام 1986م بدخول سوق صناعة المبيدات بمختلف أنواعها مبيدات الآفات ومبيدات الفطريات ومبيدات الأعشاب ومبيدات القوارض ومبيدات الرخويات وضمادات البذور) ومبيدات الصحة العامة والمبيدات الحشرية البيطرية والأسمدة ومنظمات نمو النبات.
حصت شركة فابكو على العديد من شهادات الاعتمادية وضبط الجودة منها:
- شهادات الايزو الثلاث (DNV business assurance management system certificate) وهم ايزو 9001 ايزو 14001، ايزو 18001.
-Jordan institution for standards and metrology certificates  منها شهادة سوق الجودة الأردني.
- برنامج القائمة الذهبية في مجال الاستيراد والتصدير من دائرة الجمارك العامة الأردنية.
يتفرع خط إنتاج شركة فابكو إلى ثلاثة أقسام وتديرها مصانع الشركة وقدرتها الانتاجية وهي:
1)  منتجات بيطرية
2) منتجات زراعية
3) منتجات صحة عامة

### السعة الإنتاجية
يشكل العرض والتعبئة النهائيين العامل الاساسي الذي يحدد الطاقة الانتاجية لأي من منتجاتها حيث أنها تتوزع كما يلي:
- 15 طن متري / يوم منتجات بيطرية.
- 10 طن / يوم من المطهرات ومعقمات.
- 75-100 طن متري / يوم من مبيدات الآفات الزراعية والبيطرية ومبيدات الصحة العامة.
تنقسم المنتجات البيطرية الصيدلانية إلى سبع وحد انتاجية وهي:
- وحدة البودرة.
- وحدة الشامبو السائل والعلاجي.
- وحدة المراهم.
- وحدة الكريمات الطبية.
- وحدة المطهرات والمعقمات.
- وحدة أقراص.
- وحدة الحقن.
أما فيما يخص المبيدات فتنقسم السائلة منها إلى خمس وحد وهي:
- وحدة المبيدات الحشرية العامة.
- وحدة المبيدات الحشرية الخاصة بالقراد والعث.
- وحدة مبيدات الفطريات.
- وحدة مبيدات الأعشاب.
- وحدة المبيدات الحشرية للصحة العامة.
أما المبيدات الحشرية المتكونة على شكل مساحيق فإنها تنقسم إلى ست وحد وهي:
- وحدة المبيدات الحشرية.
- وحدة المبيدات الحشرية الخاصة بالقراد والعث.
- وحدة مبيدات الفطريات.
- وحدة مبيدات الأعشاب.
- وحدة التحبيب.
- وحدة المبيدات الحشرية للصحة العامة.
تمتاز منتجات فابكو بمطابقتها لمتطلبات الدساتير الدوائية العالمية (USP/B.P) وممارسة التصنيع الدوائي الجيد (GMP)، ومتطلبات المنظمات الدولية ذات العلاقة مثل منظمة الصحة العالمية (WHO) ومنظمة الاغذية والزراعة الدولية (FAO) ومجلس المبيدات العالمية المشترك للتحليل (CIPAC).==مراجع==
-http://www.vapco.net/en/